# Ražanj (Nišava)
Pour les articles homonymes, voir Ražanj.
Ražanj (en serbe cyrillique : Ражањ) est une localité et une municipalité de Serbie situées dans le district de Nišava. Au recensement de 2011, la localité comptait 1 241 habitants et la municipalité dont elle est le centre 9 137.
Ražanj est officiellement classé parmi les villages de Serbie.

## Géographie
Ražanj est situé à l'ouest de la vallée de la Južna Morava, la « Morava du sud », et à proximité du mont Bukovik, qui culmine à 893 m et du col de Mečka (322 m).
La municipalité de Ražanj est entourée par les municipalités de Kruševac, Aleksinac, Sokobanja, Boljevac, Paraćin et Ćićevac, reliées par trois routes régionales. La municipalité est également par la route européenne E75, qui passe à proximité de la localité.

## Histoire
Même si des fouilles archéologiques n'ont pas été entreprises dans la municipalité de Ražanj, des vestiges d'une localité d'époque romaine sont régulièrement mis au jour lors des travaux de construction ; les objets découverts sont conservés dans les musées de Belgrade et de Niš. On y a également fait des découvertes remontant à la Préhistoire, attestant de l'occupation ancienne du secteur. Une légende locale donne à la ville romaine précédant Ražanj le nom de Arsena, ainsi nommée parce qu'elle aurait abrité un arsenal. Le nom actuel de Ražanj, qui signifie « la pointe », date de la période ottomane ; selon la tradition, cette démonination rappellerait le fait que les habitants se protégeaient des Turcs avec des batons pointus ; selon d'autres historiens, le nom viendrait de Rožanj, appellation qui désigne le point le plus élevé du mont Bukovik (893 m).

## Localités de la municipalité de Ražanj

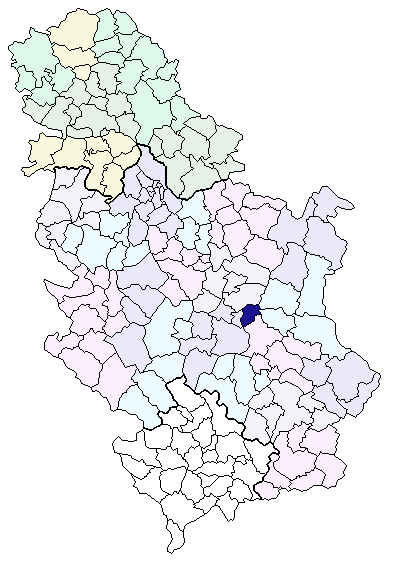
Localisation de la municipalité de Ražanj en Serbie

La municipalité de Ražanj compte 23 localités :
| - Braljina - Varoš - Vitoševac - Grabovo - Lipovac - Mađere - Maletina - Maćija - Novi Bračin - Pardik - Podgorac - Poslon | - Praskovče - Pretrkovac - Ražanj - Rujište - Skorica - Smilovac - Stari Bračin - Cerovo - Crni Kao - Čubura - Šetka |

Toutes les localités de la municipalité, y compris Ražanj, sont officiellement classées parmi les « villages » (село/selo) de Serbie.

## Démographie

### Localité

#### Évolution historique de la population dans la localité
| 1948  | 1953  | 1961  | 1971  | 1981  | 1991  | 2002  | 2011  |
| ----- | ----- | ----- | ----- | ----- | ----- | ----- | ----- |
| 1 008 | 1 102 | 1 159 | 1 308 | 1 331 | 1 370 | 1 537 | 1 241 |

## Politique

### Élections locales de 2004
À la suite des élections locales serbes de 2004, les 31 sièges de l'assemblée municipale de Ražanj se répartissaient de la manière suivante :
| Parti                              | Sièges |
| ---------------------------------- | ------ |
| Parti démocratique                 | 7      |
| Parti démocratique de Serbie       | 4      |
| Nouvelle Serbie                    | 4      |
| Parti des retraités unis de Serbie | 3      |
| G17 Plus                           | 2      |
| Parti radical serbe                | 2      |
| Parti socialiste de Serbie         | 2      |
| Serbie unie                        | 2      |
| JSS                                | 1      |
| Parti libéral-démocrate            | 1      |
| Mouvement serbe du renouveau       | 1      |
| Mouvement Force de la Serbie       | 1      |
| Liste locale                       | 1      |

### Élections locales de 2008
À la suite des élections locales serbes de 2008, les 31 sièges de l'assemblée municipale de Ražanj se répartissaient de la manière suivante, :
| Parti                                                                         | Sièges |
| ----------------------------------------------------------------------------- | ------ |
| Nouvelle Serbie - Dobrica Stojković                                           | 14     |
| Pour une Serbie européenne                                                    | 5      |
| Parti radical serbe                                                           | 5      |
| Parti socialiste de Serbie - Parti des retraités unis de Serbie - Serbie unie | 3      |
| Parti démocratique de Serbie                                                  | 2      |
| Liste Veroslav Velisavljević Verče                                            | 2      |

Dobrica Stojković, appuyé par le parti Nouvelle Serbie, a été réélu président (maire) de la municipalité.

## Économie
La municipalité de Ražanj est une région où l'on cultive essentiellement le blé et le maïs et, plus rarement, l'orge. On y pratique également l'élevage. Le secteur des villages de Lipovac et de Rujište se caractérise par la présence de vignobles et de nombreux vergers. L'agriculture emploie 9 % de la population active de la municipalité ; l'industrie, quant à elle, emploie près de 28 % des actifs, le reste de la population travaillant dans le secteur tertiaire.
Parmi les entreprises importantes de Ražanj, on peut citer les sociétés 14. Oktobar (métaux non ferreux), Gerber eksport (à Vitoševac, métallurgie) et Metaloprerada (construction métallique). La société par actions IGM Ražanj produit des briques. La société Livac travaille dans le commerce.

## Tourisme
La Južna Morava, qui traverse la municipalité de Ražanj sur 20 km est propice à la pêche sportive ; on y trouve notamment des carpes et des poissons-chats. La région compte trois domaines de chasse, celui de Varnica, géré par l'association Bukovik, celui de Velika Reka géré par l'association Srna et celui de Bukovik géré par l'association Srbijašume.

## Personnalités
- Sava Jeremić, musicien